# Чарка

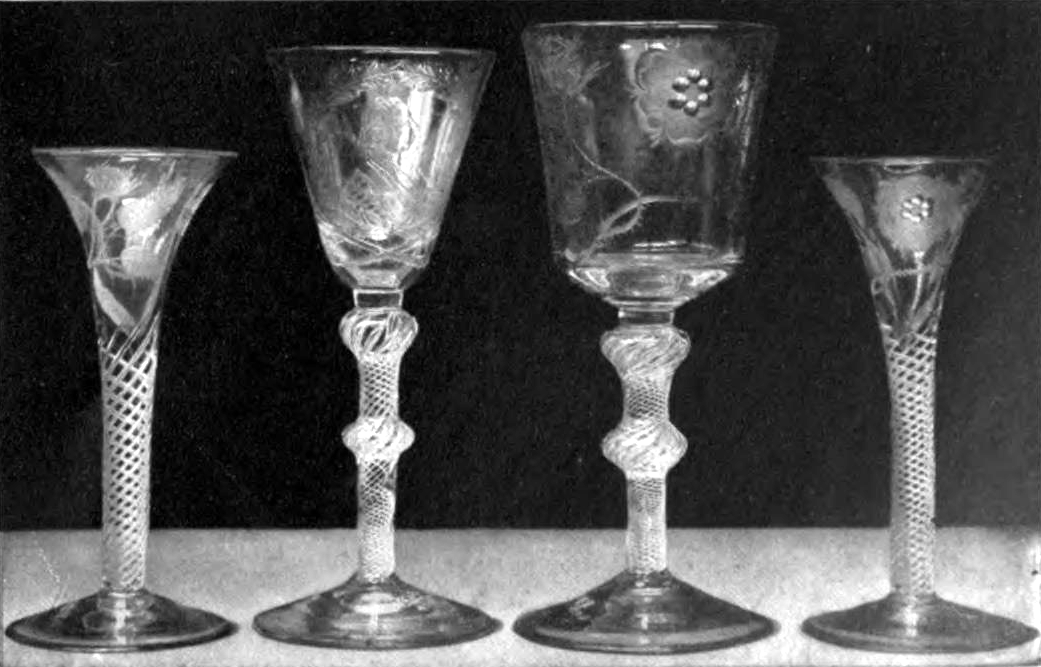

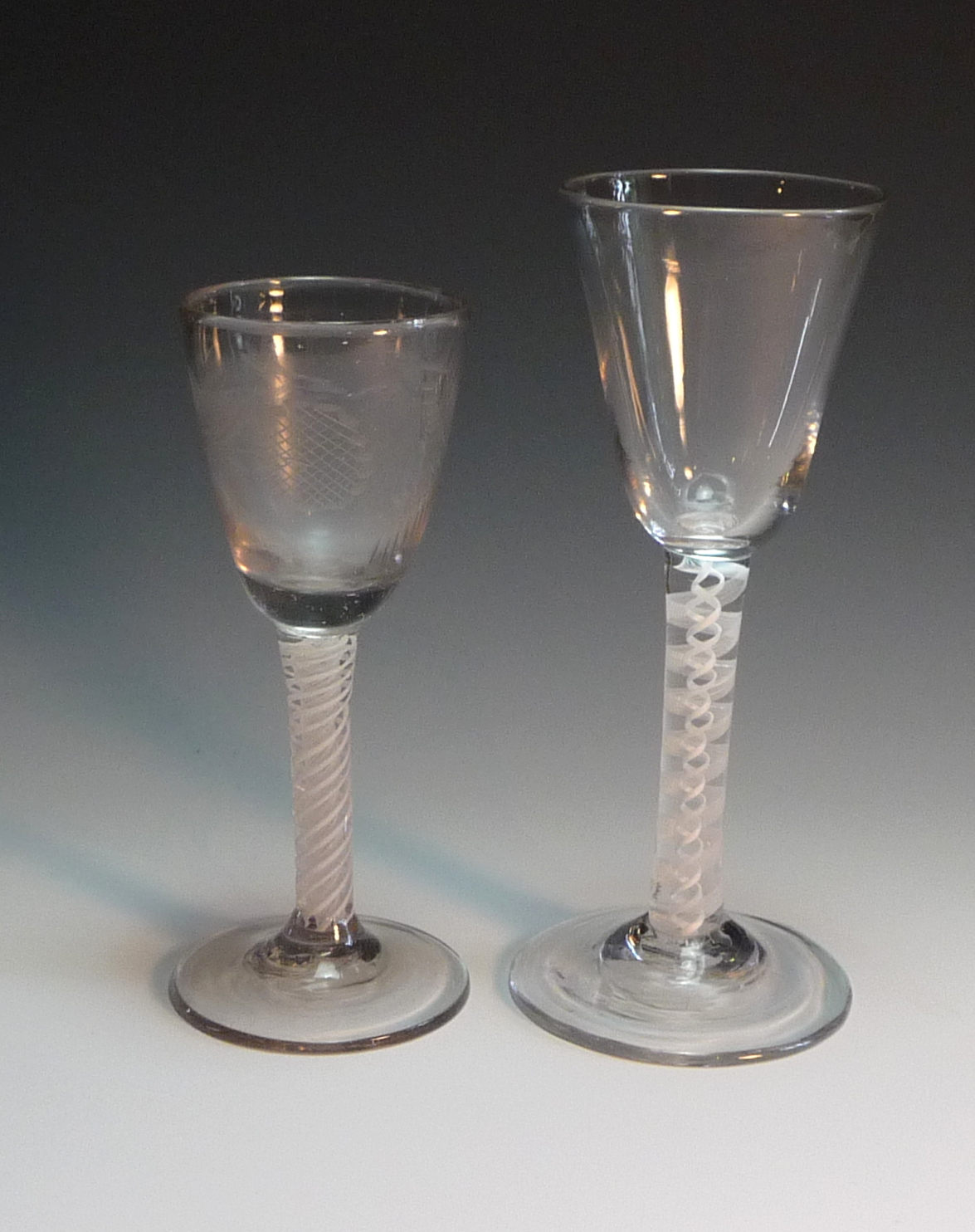

Ча́рка (від д.-рус. чара — «кубок») — велика або невелика, переважно скляна, посудина для пиття вина та спиртних напоїв.

## Види чарок
У залежності від напою розрізняють такі чарки:
- Для горілки. Місткість 50 мл.
- Для коньяку. Місткість  — від 75 до 250 мл.
- Для міцних коктейлів. Місткість  — 125—150 мл. На низькій ніжці.
- Інгалятор-тюльпан. Використовується для коньяку за кавовим столом або в барах. Місткість  — 100—125 мл. Розширюється донизу і звуженої форми, на низькій ніжці.

## Чарка в культурі
- Чарка. Амвросій Метлинський (1814—1870)
- Розбита чарка. Леся Українка [Архівовано 14 вересня 2011 у Wayback Machine.]